# Пудун Зобон
«Пудун Зобон» или «Шанхай Пудун Зобон» (кит. 浦东中邦足球俱乐部) — бывший китайский футбольный клуб, представший город Шанхай и выступавший в третьем китайском дивизионе на стадионе спортивного центра Юаньшэн. Команда была образована в 2003 году при поддержке бизнесмена Чжу Цзюня, председателя совета директоров компании «The9». Наивысшим достижением за всю историю клуба была победа во второй лиге в 2004 году. В 2008 году команду выкупил Вэй Пин, который владел клубом до 28 января 2011 года. В этом же году за 5 млн. юаней большую долю клуба выкупил «Гуйчжоу Чжичэн», который начал процесс слияния двух клубов. Молодёжь и резервисты играли под существующим названием в третьей лиге еще год, после чего 27 декабря 2012 года были проданы «Шанхай Дунъя». С этого момента клуб перестал существовать.

## История
Клуб был основан в 2003 году под названием «Шанхай Цзючэн (The 9)», основным инвестором выступила компания «The 9» и её директор Чжу Цзюнь. В профессиональном футболе команда начала выступать с четвёртого дивизиона, где в дебютном сезоне финишировала четвёртой. В следующем сезоне клуб был объединен с командой третьего дивизиона «Шанхай Тяньна», однако сохранил своё название и начал выступать в третьем дивизионе. Сезон получился удачным — «Шанхай Цзючэн» закончил сезон без единого поражения, выиграв и все стыковые матчи, в итоге получил повышение в классе. Клуб в дебютном сезоне в Первой лиге финишировал девятым. В это же время в Шанхае выступал и другой клуб — «Шанхай Юнайтед», который показывал более стабильную игру, в итоге владельцы предлагали объединить команды под общим названием «Шанхай Юнайтед». Чжу Цзюнь, которого не устраивали результаты команды, решил приобрести другой клуб — «Шанхай Юнайтед», который выступал в Суперлиге.
В 2005 года Чжу Цзюнь и компания The9 Limited купили команду «Шанхай Зобон», которая представляла Суперлигу и переименовали её в Шанхай Ляньчэн Зобон («Шанхай Юнайтед»). При слиянии клубов только пять игроков, включая Ци Хуна и Цзян Куня могли присоединиться к новой команде, остальные игроки бывшего «Цзючэн» по своим качествам не подходили для нового клуба «Шанхай Ляньчэн Зобон», а также по правилам КФА не могли перейти в этот клуб.
Оставшиеся игроки должны были продолжать заниматься с другим клубом, который приобрела компания англ. Euro-China Group (中欧集团). Клуб был переименован в Шанхай Цюньин (другое название — Шанхай Старз), также было решено, что он продолжит выступление во втором дивизионе. В период с 2005 по 2006 год спонсором клуба была компания «Канбо» (англ. Kangbo), соответственно изменилось и название — команда стала называться Шанхай Канбо. В период спонсорства компании «Цидоусин» (七斗星商旅酒店, англ. Top Star) клуб выступал под названием Шанхай Цидоусин. Клуб постоянно боролся за сохранение прописки во втором дивизионе, этим занимались тренеры Шэнь Сы, Пэн Вэйго и Цао Сяньдун. Перед стартом сезона 2008 года команда начала выступать на 30-и тысячном стадионе Спортивный центр Уси в Уси (провинция Цзянсу), соответственно название было изменено на Уси Зобон. Также в команду был приглашен опытный тренер Ма Лянсин, однако, такой переезд не был удачным, а уже через год команда вновь вернулась в Шанхай. В клуб вновь вернулся Шэнь Сы, команда стала называться Пудун Зобон, а домашним стадионом стал 30-и тысячный Спортивный центр Пудун Юаньшэнь.
В 2011 году команда отказалась от выступлений в Первой лиге и продолжила выступления в третьем дивизионе.

## Изменение названия
- 2003—2005: Шанхай Цзючэн (The 9) (上海九城)
- 2005: Шанхай Цюньин (上海群英)
- 2005-2006: Шанхай Канбо (上海康博)
- 2007: Шанхай Старз (上海七斗星)
- 2008: Уси Зобон (无锡中邦)
- 2009—2010: Пудун Зобон (浦东中邦)

## Результаты
- На конец сезона 2012 года

За всё время выступлений
| Сезон    | 2003 | 2004 | 2005 | 2006 | 2007 | 2008 | 2009 | 2010 | 2011 | 2012 |
| -------- | ---- | ---- | ---- | ---- | ---- | ---- | ---- | ---- | ---- | ---- |
| Дивизион | 4    | 3    | 2    | 2    | 2    | 2    | 2    | 2    | 3    | 3    |
| Место    | 4    | 1    | 9    | 10   | 8    | 11   | 9    | 10   | 51   | 61   |

- ↑  В Северной группе

## Достижения
- Вторая лига Китая по футболу: чемпион, 2004